# Weronika Wrona-Wolny
Weronika Wrona-Wolny – polska pielęgniarka, doktor habilitowany nauk o kulturze fizycznej.

## Życiorys
W 1980 r. ukończyła studia pielęgniarskie w Śląskiej Akademii Medycznej w Katowicach, w 1991 r. obroniła pracę doktorską pt. Indywidualne i środowiskowe determinanty spożywania akoholu wśród sportowców, której promotorem był dr hab. Janusz Zdebski, w 2009 r. habilitowała się na podstawie pracy zatytułowanej Uwarunkowania i funkcje spożywania alkoholu przez sportowców.
Pracowała w Akademii Wychowania Fizycznego im. Bronisława Czecha w Krakowie.